# Equação constitutiva
Em física e engenharia, uma equação constitutiva ou relação constitutiva é uma relação entre duas grandezas físicas (especialmente grandezas cinéticas relacionadas a grandezas cinemáticas) que é específica de um material ou substância e aproxima a resposta desse material a estímulos externos, geralmente como campos ou forças aplicadas. Eles são combinados com outras equações que governam as leis físicas para resolver problemas físicos; por exemplo, na mecânica dos fluidos, o fluxo de um fluido em um tubo, em física do estado sólido a resposta de um cristal a um campo elétrico, ou em análise estrutural, a conexão entre tensões ou cargas aplicadas a deformações.
Algumas equações constitutivas são simplesmente fenomenológicas; outros são derivados de princípios primários. Uma equação constitutiva aproximada comum frequentemente é expressa como uma simples proporcionalidade usando um parâmetro considerado uma propriedade do material, como a condutividade elétrica ou uma constante de mola. No entanto, muitas vezes é necessário levar em conta a dependência direcional do material, e o parâmetro escalar é generalizado para um tensor. As relações constitutivas também são modificadas para levar em conta a taxa de resposta dos materiais e seu comportamento não linear.